# 14 novembre dans les chemins de fer
14 octobre 14 décembre
Chronologies thématiques
- Croisades
- Sports
- Disney

Cette page concerne les événements qui se sont déroulés un 14 novembre dans les chemins de fer.

## Événements

### XXesiècle
- 1951 : en France, le prototype du MP 51, première génération de métro sur pneumatiques, est présenté à la presse, à Paris
- 1994 : entre la France, la Belgique et Royaume-Uni : inauguration du service de trains TGV Eurostar avec pour destination la gare de Londres-Waterloo. Elle débute avec deux aller-retour quotidiens Paris ou Bruxelles et Londres, en respectivement trois heures et 3 h 15.

### XXIesiècle
- 2015 : en France : la rame d'essais TGV employée pour l'homologation de la LGV-Est déraille près du village d'Eckwersheim (Alsace) causant la mort de 9 employés (SNCF, AEF, SYSTRA) et de deux invitées. De très nombreuses personnes, invitées, se trouvaient à son bord et comptent parmi les blessés.